# Sarda
Pour les articles homonymes, voir Sarda (homonymie).
Genre
Sarda est un genre de poissons de la famille des Scombridae.

## Liste des espèces
Selon World Register of Marine Species (14 avril 2016) et ITIS (14 avril 2016) :
- Sarda australis (Macleay, 1881) - Bonite bagnard
- Sarda chiliensis (Cuvier in Cuvier et Valenciennes, 1832) - Bonite du Pacifique oriental
- Sarda orientalis (Temminck et Schlegel, 1844)
- Sarda sarda (Bloch, 1793) - Bonite à dos rayé